# City Sightseeing

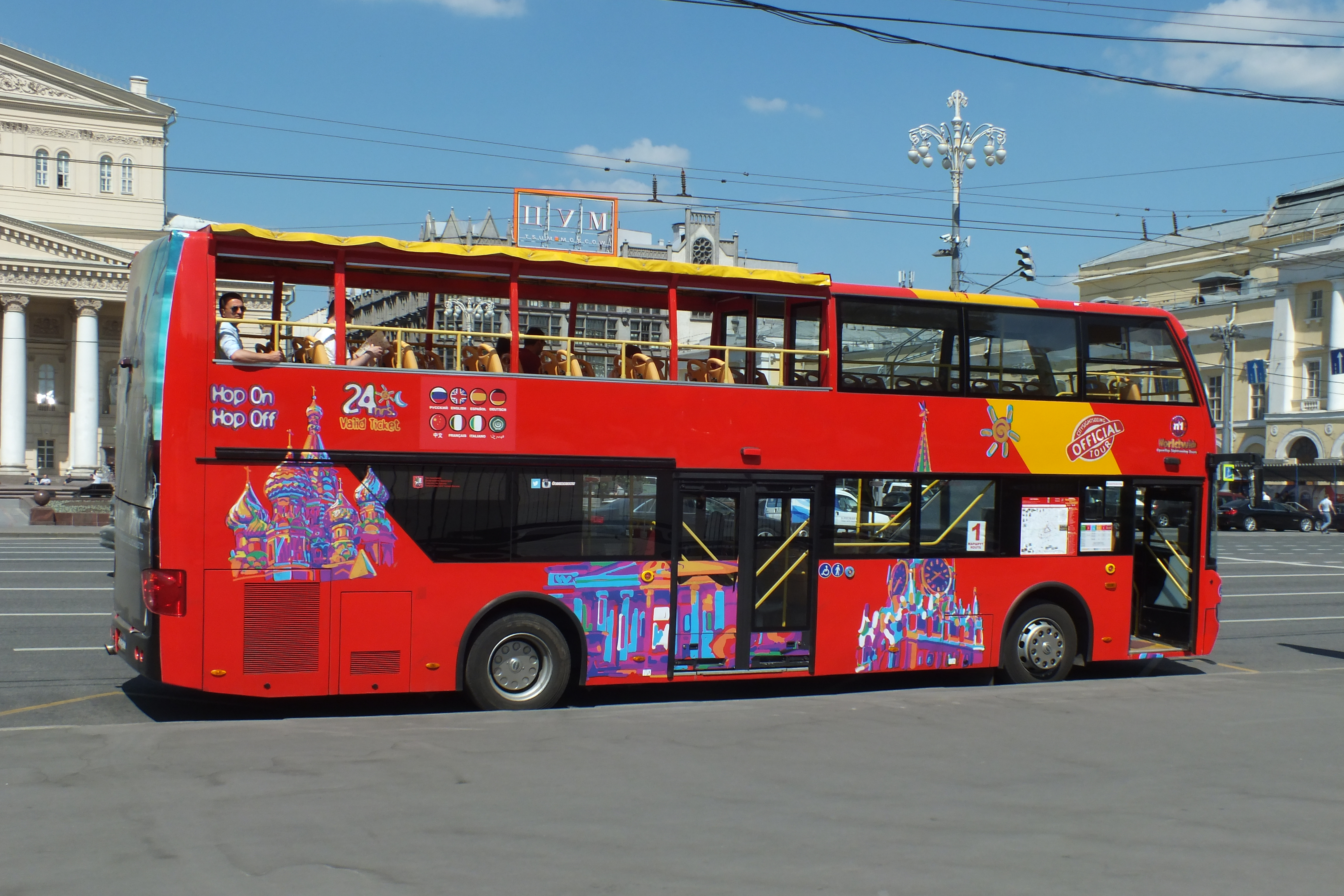
Автобус City Sightseeing в Москве около Театральной площади

City Sightseeing Ltd (официальное название в России — «City Sightseeing Russia») — испанская  сеть городских экскурсионных автобусов, крупнейшая в мире. На её маршрутах обычно используются двухэтажные автобусы с открытым или полуоткрытым верхом, красной окраской и красно-жёлтыми или белыми буквами.
В каждом обслуживаемом городе автобусы объезжают главные достопримечательности, о которых рассказывается в синхронной аудиозаписи на одном из нескольких на выбор языков через выдаваемые одноразовые наушники, которые туристы оставляют себе. Купив билет, туристы могут неограниченно выходить из автобуса и вновь садиться на него (т.н. система «hop-on hop-off» — «вошёл-вышел») на специальных остановках на кольцевом маршруте. 
В больших городах автобусы сети имеют несколько пересекающихся маршрутов. 
В некоторых городах маршрут выходит за его пределы для посещения какой-либо важной достопримечательности в пригороде (например, из Синтры к мысу Рока). 
В некоторых городах (например, в Нью-Йорке) маршруты действуют круглосуточно. В Праге, Москве и Санкт-Петербурге в пакеты билетов включена прогулка на речном трамвайчике.
План города с достопримечательностями и маршрутами City Sightseeing бесплатно выдаётся как дополнительный гид и реклама. Обычно билеты City Sightseeing бывают на одни или двое суток, их можно купить как на месте, так и со скидкой онлайн через интернет. Билеты предусматривают скидку некоторым категориям граждан и при приобретении в следующих городах с City Sightseeing. В некоторых городах проезд по маршрутам City Sightseeing включён в дисконтную туристскую карту гостя. 
В 2011 году автобусы сети по миру обслужили более 13 миллионов туристов.

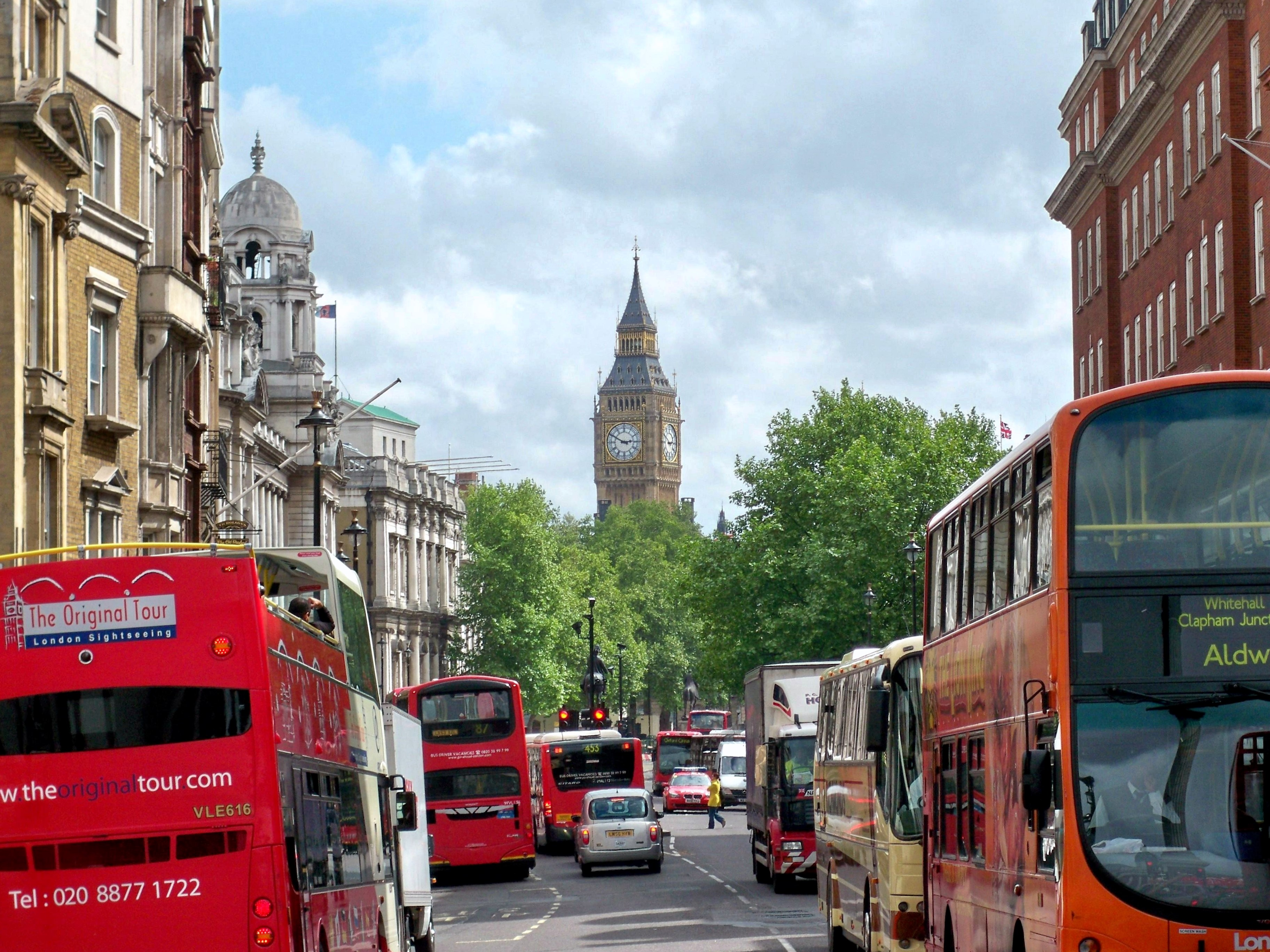
Автобусы франшизной сети the Original Tour в Лондоне

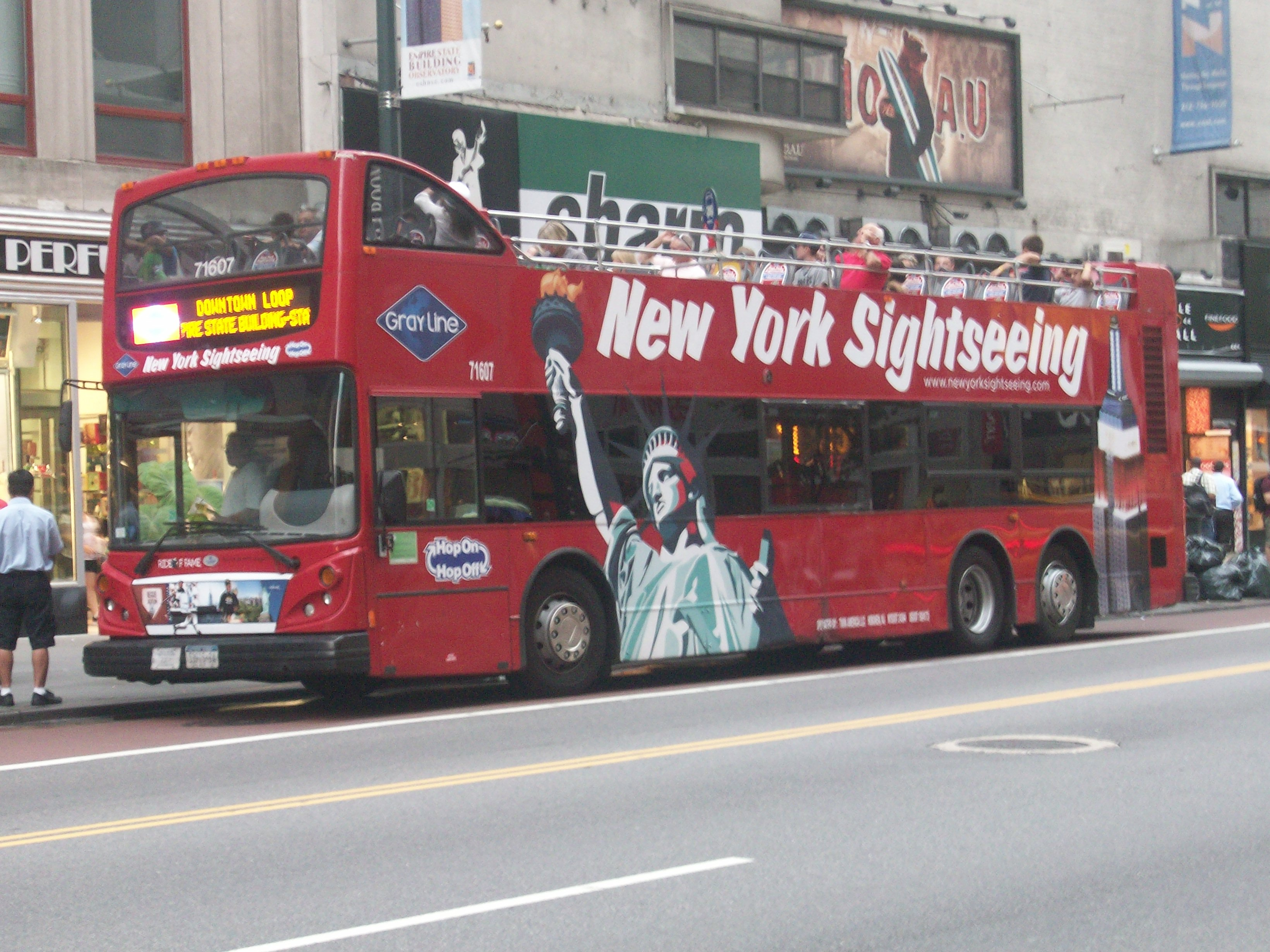
Автобус франшизной сети Grayline New York Sightseeing в Нью-Йорке

## История
Предысторией City Sightseeing была действовавшая с 1972 года компания Петера Ньюмена City Coach Lines в Лондоне. В 1998 году продолжавшая эти услуги английская компания Ensignbus стала работать с испанским сеньором Энрике Мария Ибарра Вальденебро — выходцем из старинной андалузской семьи (производителями всемирно известного оливкового масла Ybarra) — в городе Севилья, где на экскурсионном маршруте также стали использоваться двухэтажные автобусы. Затем такие автобусы были пущены в австралийском Сиднее.. 
В 1999 году партнёрами был учреждён глобальный бренд City Sightseeing. Начиная с 2000 года в Глазго и Канберре, компания также стала в некоторых городах использовать принцип франшизы с включением в сеть City Sightseeing местных компаний. 
К 2002 году сеть стала работать уже во многих британских, основных австралийских и континентальных европейских городах, а к концу 2000-х годов она охватила 70 городов по всему миру, имея около 250 автобусов. С 2003 года компания стала заказывать специально разработанные автобусы от Volvo и Ayats Bravo. В 2011 году доля британской компании Ensignbus была продана компании Энрике Ибарры City Sightseeing Worldwide и некоторым местным компаниям по франшизе..
На конец 2014 года сеть City Sightseeing действовала в более чем 100 городах 32-х стран 5-ти континентов.
С начала 2010-х годов сеть стала работать на постсоветском пространстве: в Таллине  (с 2011 г.) в Эстонии, в Киеве (с 2012 г.) на Украине, в Москве (с 2012 г.), Казани (с 2013 г.), Санкт-Петербурге (с 2015 г.) в России, в Тбилиси (с 2012 г.) в Грузии, в Баку (с 2014 г.) в Азербайджане .

## Города, где действует City Sightseeing

### Австралия
- Блу-Маунтинс
- Брисбен
- Дарвин
- Канберра
- Кэрнс
- Мельбурн
- Перт
- Сидней

### Бельгия
- Брюссель

### Великобритания
- Бат
- Белфаст
- Борнмут
- Брайтон
- Бристоль
- Бьют
- Виндзор
- Глазго
- Дерри
- Инвернесс
- Истборн
- Йорк
- Кардифф
- Кембридж
- Ливерпуль
- Лландидно
- Лондон
- Норвич
- Ньюкасл-апон-Тайн / Гейтсхед
- Ньюпорт
- Обан
- Оксфорд
- Стратфорд-апон-Эйвон
- Честер
- Эдинбург

### Венгрия
- Будапешт

### Германия
- Берлин
- Потсдам
- Трир

### Греция
- Афины
- Пирей / Афины

### Грузия
- Тбилиси

### Дания
- Копенгаген

### Ирландия
- Дублин

### Исландия
- Рейкьявик

### Испания
- Барселона
- Бенальмадена
- Гранада
- Кадис
- Кордова
- Лас-Пальмас-де-Гран-Канария
- Лерида
- Малага
- Пальма-де-Мальорка
- Санта-Крус-де-Тенерифе
- Сантандер
- Севилья

### Италия
- Верона
- Генуя
- Ливорно
- Мессина
- Милан
- Неаполь
- Падуя
- Палермо
- Пиза
- Равенна
- Рим
- Сорренто
- Триест
- Турин
- Флоренция

### Канада
- Торонто

### Кипр
- Ларнака
- Пафос

### Колумбия
- Картахена

### Люксембург
- Люксембург

### Мальта
- Гоцо
- Ла-Валетта  / Слима

### Нидерланды
- Амстердам
- Роттердам

### Норвегия
- Берген
- Гейрангер
- Олесунн
- Осло
- Ставангер

### ОАЭ
- Дубай
- Шарджа

### Панама
- Панама-сити

### Перу
- Лима

### Польша
- Варшава

### Португалия
- Авейру / Ильяву
- Албуфейра
- Лиссабон
- Порту
- Синтра / Мыс Рока
- Фуншал

### Россия
- Казань
- Москва
- Нижний Новгород
- Санкт-Петербург
- Ярославль

### Сингапур
- Сингапур

### США
- Вашингтон
- Лос-Анджелес / Голливуд
- Майами
- Новый Орлеан
- Нью-Йорк
- Сан-Антонио
- Сан-Франциско
- Филадельфия

### Украина
- Киев

### Финляндия
- Хельсинки

### Франция
- Париж

### Чехия
- Прага

### Швеция
- Гётеборг
- Стокгольм

### Эстония
- Таллин

### ЮАР
- Иоганнесбург
- Кейптаун